# ポリスプロシーデュラル
ポリスプロシーデュラル（英: police procedural）は、推理小説のサブジャンルである。
ポリスプロシーデュラルは、犯罪捜査をする警察の活動をもっともらしく描く探偵小説のサブジャンルである。従来の探偵小説は一つの犯罪に集中するが、ポリスプロシーデュラルはしばしば一話にいくつかの関連する犯罪の捜査を描いている。従来の探偵小説はクライマックスまで犯人の正体を明らかにしない（このため、フーダニットといわれる）が、ポリスプロシーデュラルではしばしば視聴者は犯人の正体がはじめから知らされている（倒叙推理小説）。ポリスプロシーデュラルは犯罪科学、検視、証拠の収集、捜査令状の執行、取り調べなどの警察に関係する話題を描いている。
なお、本記事の対象は海外作品のみとし、「日本のケーサツ小説はガラパゴス進化を遂げた」との見方もある日本作品については別途「警察小説」で述べる。

## 初期の歴史
ポリスプロシーデュラルのルーツは少なくとも1880年代の半ばまでたどることができる。ロンドン警視庁の刑事が高価なダイヤモンドの盗難事件を捜査する、 ウィルキー・コリンズの小説『月長石』(1868)がこの分野の最初の作品であるだろうと述べられている。
しかし、アンソニー・バウチャー(ニューヨーク・タイムズ・ブックレビューの推理小説の批評家)によって、ローレンス・トリートの1945年の作品、『V as in Victim』が最初の作品であると、しばしば引用されている。その他の作品としては、ヒラリー・ウォーの『失踪者当日の服装は（英語: Last Seen Wearing ... (Hillary Waugh novel)）』(1952)がある。また、トリート以前の作品には、ニューヨーク市警察警視総監を退任したリチャード・エンライトの『Vultures in the Dark』(1925)、『The Borrowed Shield』(1925)、南カリフォルニアの元警察巡査であるレスリー・ターナー・ホワイトの『Harness Bull』(1937)『Homicide』(1937)、ロンドン警視庁の元警視監バジル・トムソン卿の『P.C. Richardson's First Case』(1933)、バッキンガムシャー州の元長官・治安判事の短編小説集『Policeman's Lot』(1933)がある。
ポリスプロシーデュラルは第二次世界大戦後により目立つようになった。トリートのような小説家の貢献が重要であるが、推理小説のサブジャンルとしての戦後の勢いの大きな部分は、散文の分野でなく、実際の犯罪をドラマ化したり、フィクション化した、アメリカ映画の人気によるところが多い。映画評論家によって、セミドキュメンタリー映画と呼ばれた、それらの映画は実際の犯罪に関係した警察関係者の協力の下でロケで撮影され、警察の仕事を間違いなくに描くことを重視した。例としては、『裸の町 』 (1948)、『情無用の街』 (1948)、『T-Men（英語: T-Men）』(1947)、『Border Incident（英語: Border Incident）』(1949)を含む。
その他の国の映画もセミドキュメンタリーのトレンドで続いた。フランスでは『犯罪河岸』(1947)がアメリカでJenny Lamourとしてリリースされた。日本映画では、相棒刑事物語分野の先駆者である、黒澤明の1949年の作品『野良犬』がある。イギリスでは、ロンドンで撮影しロンドン警視庁を描いた『兇弾（英語: The Blue Lamp）(1950)』や『 The Long Arm（英語: The Long Arm (film)）』 (1956)がある。
若いラジオ俳優のジャック・ウェッブ（英語: Jack Webb）を脇役にした、セミドキュメンタリー『夜歩く男（英語: He Walked by Night）』(1948)がイーグルライオン・フィルム(Eagle-Lion Films)から公開された。ウェッブは、この映画の成功と映画の技術アドバイザーでロサンゼルス市警察LAPDの巡査部長マーティン・ウィンの提案により、同様なセミドキュメンタリー手法によって警察の仕事を描くラジオドラマのアイディアを得た。その結果、1949年にラジオでデビューし、1951年にテレビ化された、『ドラグネット（英語: Dragnet (1951 TV series)）』がミステリー作家のウィリアム・L・デアンドリア（英語: William L. DeAndrea）、キャサリン・V・フォレスト（英語: Katherine V. Forrest）、マックス・アラン・コリンズによって、最も有名なポリスプロシーデュラルと呼ばれてきた。
『ドラグネット』がラジオで公開された同じ年に、ピューリッツァー賞の舞台脚本家であるシドニー・キングスリー（英語: Sidney Kingsley）の舞台劇『探偵物語（英語: Detective Story (play)）』がブロードウェイで公開された。このニューヨーク市警(NYPD)管区の刑事チームの典型的な一日を真っ向から、かつ十分に調査をした脚色がポリスプロシーデュラルの発達における評価基準になった。
数年後、ポリスプロシーデュラルのトレンドを取り上げた小説家は、マサチューセッツ州警察（英語: Massachusetts State Police）を十分に調査した小説を書いた、ベン・ベンソン(Ben Benson)、北イングランド警官のハリー・マーティノー(Harry Martineau)のシリーズを書いた、元巡査のモーリス・プロクター(Maurice Procter)、ニューヨーク市警の巡査たちについての小説を書いたジョナサン・クレーグ(Jonathan Craig)を含むようになった。この形式の定義された、ヒラリー・ウォー、エド・マクベイン、ジョン・クリーシーの警察小説が頻繁に出始めた。
1956年、ミステリー評論家のアントニー・バウチャーはニューヨークタイムスのブックレビューの自身の定期コラムで主眼点が犯罪フィクションの人気の上昇について述べながら、そのような小説はミステリーの個別のジャンルを構成していると提案し、この新しい形式が人気が出てきたことに対する、『ドラグネット』の成功を認めながら、それを記述するのにポリスプロシーデュラル("police procedural")という新語を作り出した。

## 小説

### エド・マクベイン
エド・マクベイン(ペンネームはエヴァン・ハンター：Evan Hunter)は、『警察嫌い（英語: Cop Hater）』(1956年)から始まる小説『87分署シリーズ』を執筆しており、2005年に亡くなるまでシリーズは続いた。これらの小説は刑事スティーブ・キャレラを主に取り上げてているが、多くの警官が単独やチームで働く仕事を含み、キャレラが登場しない作品もある。まるでポリスプロシーデュラルの普遍性を記述するかのように、マクベインの小説『87分署』の多くは、ニューヨーク市を少しだけフィクション化した設定にもかかわらず、アメリカ国外でも翻案作品が作られた。黒澤明の1963年の作品『天国と地獄』は、エド・マクベインの『キングの身代金（英語: King's Ransom (novel)）』（1956年）を基に、東京が舞台となっている。コート・ダジュールが舞台の『Without Apparent Motive（英語: Without Apparent Motive）』(1972)は、マクベインの『10プラス1』(1963)がベースだ。また、マクベインが1974年に発表した『Blood Relatives』は、クロード・シャブロルが『Les Liens de sang（フランス語: Les Liens de sang）』(1978)として映像化する際、舞台をモントリオールに置き換えた。1968年の小説『警官(さつ)』(Fuzz)を基にした映画(1972)はアメリカに設定され、舞台はボストンに移動させた。

### ジョン・クリーシー/ JJマリック(John Creasey /J. J. Marric)
ミステリーの別ジャンルとしてのポリスプロシーデュラルの発展の重要性で、エド・マクベインに隠れてランキングされるのがジョン・クリーシーで、スパイ小説から犯人が主人公の犯罪小説まで、多種類の多くの作品を書いた。彼は隣人で元スコットランドヤード：ロンドン警視庁)刑事が、「彼らのありのままを書く」ようにクリーシーに勧めたことが、現実的な犯罪小説を書く決断をした。その結果が『ウエスト警部 事件を担当す（英語: Inspector West Takes Charge）』(1940)で、ロンドン警視庁のロジャー・ウェスト（英語: Roger West）を主役にした40以上の作品の最初の作品となった。ウェストの小説は、一生、スコットランドヤードの仕事を極めて現実的に注視したが、その構想はメロドラマのようなものからやっかいな法律問題を避けて通り、クリーシーはウェストが警察官としてはできない、余分な手続き上の行動がとれる”素人探偵”とした。
1950年代中ごろ、テレビの『ドラグネット』や同様なイギリスのTVシリーズ『Fabian of the Yard（英語: Fabian of the Yard）』の成功に促され、クリーシーはより現実的な警官物語のシリーズを書くことを決めた。ペンネームのJ・J・マリックで、スコットランドの階級が高いの刑事、ジョージ・ギデオン（英語: George Gideon）がいくつかの関連しない事件を捜査する部下を指揮する忙しい一日を描いた、『ギデオン警視（英語: Gideon's Day）』(1955)を書いた。この小説は、クリーシーを有名にした20冊以上のシリーズの最初の作品となった。その一つ、『ギデオンと放火魔（英語: Gideon's Fire）』(1961)はアメリカ探偵作家クラブからエドガー賞を受賞した。ギデオン・シリーズは、他の作品以上に一つの小説にいくつかの独立した物語をはめ込む、一般的なポロスプロシーデュラル確立の助けとなった。

### マイ・シューヴァル＆ペール・ヴァールー(Maj Sjowall & Per Fredrik Wahloo)
マイ・シューヴァル（英語: Maj Sjowall）＆ペール・ヴァールーは1960年代から1970年代にかけて、スウェーデンを舞台にした10冊のマルティン・ベックのポリスプロシーデュラルを立案・執筆した。シリーズを通して広範囲にキャラクターの展開した。ベックはストックホルム警視庁の刑事から殺人課主任警視に徐々に昇進し、スウェーデンの裕福な州で犯罪が退屈なポリスプロシーデュラルが背景で続いているが、リアリスティックな記述は、ジョー・ネスボとスティーグ・ラーソンによって今日まで広く使われている。この作品は、スウェーデンのノアール・シーンの人気を挙げ、『笑う警官 (マルティン・ベック)』は1971年にアメリカ探偵作家クラブのエドガー賞 長編賞を受賞した。また、35か国語に翻訳され、約1000万冊が売れた。シューヴァル＆ヴァールー夫妻はシリーズでブラック・ユーモアを多く使い、ポリスプロシーデュラルの最良の一冊であると広く認められている。

### エリザベス・リニントン／デル・シャノン／レスリー・イーガン/Dell Shannon/Lesley Egan)
ポリスプロシーデュラルの多作作家である“エリザベス・リニントン（英語: Elizabeth Linington）”の作品は、別名“デル・シャノン(Dell Shannon)”や“レスリー・イーガン(Lesley Egan)”と同様に、彼女の死後、流行から外れとなった。リニントンは、ロス市警LAPD中央署殺人課のルイス・メドーサ(Luis Mendoza)(1960-1986)を起用したプロスプロシーデュラル用にペンネームのデル・シャノンを用意していた。自身の名前では、ロサンゼルス市警察LAPDノース・ハリウッド署の巡査部長アイバー・マドックス(Ivor Maddox)について書いた。これらの小説は、著しく欠点があり、彼女の極右政治視点(彼女はジョン・バーチ・ソサエティの名誉会員である)からだけでなく、彼女自身が十分な調査をしたと表明したにもかかわらず、リニントン女史の作品は警察の手順を特定するのに、技術的に不完全であった。しかし、親切で優しいカリフォルニアの記述や、警官がいつもすべての犯罪を解決し、市民として尊敬される“よい人”で書かれている特長がある。

### ジョルジュ・シムノン(Georges Simenon)
ジョルジュ・シムノンのジュール・メグレを主人公とするメグレ警視シリーズは、主人公に重点を置かれているので、真のポリスプロシーデュラルではないが、この小説はいつも助演としての彼のスタッフを構成員として含んでいる。さらに重要なことに、メグレを誕生させる前に警察の捜査をカバーするジャーナリストであったシムノンはパリにおける法律の執行機関を正確に記述し、または少なくとも正確な記述であるとみせている。さらに、スウェーデンのマイ・シューヴァル＆ペール・ヴァールー(Maj Sjowall and Per Wahloo)や前述のバーンチャー（英語: A. C. Baantjer）のような、後のヨーロッパのプロシーデュラル作家に対するシムノンの影響は明らかである。

### ジョゼフ・ウォンボー(Joseph Wambaugh)
最初にポリスプロシーデュラルを書いた作家ではないが、ジョゼフ・ウォンボーの成功はプロフェッショナルな経験から小説に転向する警官の手本の要因となった。ペンシルベニアのピッツバーグの警官の息子であった、ウォンボーは軍隊を退役後ロサンゼルス市警察に入った。最初の小説『センチュリアン』は1971年に出版された。これは、警察学校での訓練、パトロール、1965年のワッツ暴動を通して3人の警官を追いかけた。『ブルーナイト（英語: The Blue Knight (novel)）』(1971)、『クワイヤーボーイズ（英語: The Choirboys (book)）』(1975)、『ハリウッド警察25時(Hollywood Station)』(2006)、『メキシコ国境の影(Lines and Shadows)』(1984)、『オニオン・フィールド（英語: The Onion Field）』(1973)、『Lines and Shadows』(1984)、『Fire Lover』(2002)のように評価が高いノンフィクション小説、などが続いた。ウォンボーは彼の目的は警察の仕事を紹介することでなく、警官としての仕事はどんなものかがであると言っている。

### トニイ・ヒラーマン(Tony Hillerman)
トニイ・ヒラーマンは、ナヴァホ族警察Navajo Tribal Police（英語: Navajo Tribal Police）の警官であるジョー・リープホーン＆ジム・チー(Joe Leaphorn & Jim Chee)の行動を描いた作品を含む17作品のポリスプロシーデュラルの著者である。

### 探偵小説作家
ポリスプロシーデュラル形式の早期のルーツを、その先祖である、警官が主人公の典型的な推理小説と区別することは難しい。全体的に、典型的、または温かみのある探偵小説の領域にまともに取り組んだ、ナイオ・マーシュや、イギリスの探偵についてのF・W・クロフツやコール夫妻（英語: G. D. H. Cole）、Margaret Cole（英語: Margaret Cole）の多作チームの作品は、あまり知られてないが今日のポリスプロシーデュラルの先祖かもしれない。イギリスの推理小説家で批評家のジュリアン・シモンズの犯罪小説の歴史『ブラッディ・マーダー』Bloody Murder (1972)で、初期のプロシーデュラルは探偵のとぼとぼ歩く性格を強調したので、“退屈”だと決めつけた。

## テレビ番組

### テレビクリエイター
- バーバラ・アヴェドン（英語: Barbara Avedon）：『女刑事キャグニー&レイシー』の共同製作者。
- ドナルド・P・ベリサリオ ：『NCIS 〜ネイビー犯罪捜査班』と『犯罪捜査官ネイビーファイル』の製作者。
- スティーブン・ボチコ：実験的な刑事ミュージカルドラマ『ヒルストリート・ブルース』の製作者。
- コップ・ロック（英語: Cop Rock）：長命の『NYPDブルー』と短命の『ブルックリン74分署の製作者。
- アンディ・ブレックマン（英語: Andy Breckman）：『名探偵モンクの製作者 。
- スティーブン・J・キャネル：『Silk Stalkings（英語: Silk Stalkings）』『21ジャンプストリート』『ザ・コミッシュ』の製作者。
- バーバラ・コーディ（英語: Barbara Corday） ：『女刑事キャグニー&レイシー』の共同制作者。
- ブルーノ・ヘラー ：『メンタリスト (テレビドラマ)』の製作者 。
- ジェフ・デイビス（英語: Jeff_Davis_(television_producer)）：『クリミナル・マインド FBI行動分析課』の製作者。
- トム・フォンタナ ：『ホミサイド/殺人捜査課』の製作者。
- スティーブ・フランクス（英語: Steve Franks） ：『サイク/名探偵はサイキック?』の製作者。
- レナード・フリーマン（英語: Leonard Freeman） ：『ハワイ・ファイブ・オー(Hawaii Five-0)Hawaii Five-0の製作者、プロデューサー。
- ハート・ハンソン（英語: Hart Hanson）：『BONES -骨は語る-』の製作者。
- ティム・クリング（英語: Tim Kring）：『女検死医ジョーダン』の製作者。
- リチャード・レビンソン（英語: Richard Levinson） ：『刑事コロンボ』の共同制作者 。
- ウィリアム・リンク（英語: William Link）：『刑事コロンボ』の共同製作者。
- バーバラマチン(Barbara Machin) ：『ウォーキング・デッド（英語: Waking the Dead (TV series)）』の製作者。
- アビー・マン（英語: Abby Mann） ：『刑事コジャック』の製作者。
- アンドリュー・W・マーロウ（英語: Andrew W. Marlowe） ：『キャッスル 〜ミステリー作家は事件がお好き』の製作者 。
- クイン・マーティン（英語: Quinn Martin） ：『アンタッチャブル』『FBIアメリカ連邦警察』や『サンフランシスコ捜査隊（英語: The Streets of San Francisco）』などのプロデューサー。
- クリストファー・マーフィー(Christopher Murphey) ：『ボディ・オブ・プルーフ 死体の証言』の 製作者。
- ジェフ・マックイーン（英語: Geoff McQueen） ：『The Bill（英語: The Bill）』の製作者 。
- デビッド・ミルチ（英語: David Milch）：『NYPDブルー』の共同制作者。
- ショーン・ライアン（英語: Shawn Ryan）：『ザ・シールド ルール無用の警察バッジ』の製作者。
- デヴィッド・サイモン（英語: David Simon） ：『ホミサイド/殺人捜査課』の共同製作者、『THE WIRE/ザ・ワイヤー』の製作者 。
- ハンク・スタインバーグ（英語: Hank Steinberg） ：『WITHOUT A TRACE/FBI 失踪者を追え!』の製作者 。
- メレディス・スティーム：『コールドケース 迷宮事件簿』の製作者。
- ジョゼフ・ウォンボー ：『ポリス・ストーリー』の製作者 。
- Jジャック・ウェッブ（英語: Jack Webb）：『ドラグネット 正義一直線の製作者、プロデューサーおよび主演俳優、『特捜隊アダム12』の共同制作者。
- ディック・ウルフ ：『ロー&オーダー』シリーズの製作者 。
- アンソニー・ヤーコヴィック：『特捜刑事マイアミ・バイス』の製作者 。
- アンソニー・E・ズイカー ：『CSI:科学捜査班』シリーズの製作者 。

### TVシリーズ

#### 米国
- 『ドラグネット 正義一直線』(1951-1959、1967-1970、1989-1991＆2003-2004)は1949年にラジオで、1951年にテレビで始まったポリスプロシーデュラルの先駆者である。ドラグネット(Dragnet)は、次の数10年間に多くの警察ドラマのトーンを確立した。また、組織化した構造、専門用語、法律問題などの要素の厳密で本物らしい描写は、すべてのメディアにおけるポリスプロシーデュラルの多くの同一のものと確認できるようになった技術的な正確性の標準となった。この番組は、ときどき法執行機関をとても理想化して表現して訴えるので、ジョン・フライデイ（英語: Joe Friday）巡査部長が主演した警官はいつも“良い人”、犯人は“悪人”で描かれ、それらの間にはモラルの柔軟性や複雑性がほとんどない。しかし、多くのエピソードは犯人を共感的に描いているが、堕落した警官には共感した描き方をしていない。さらに、ジャック・ウェッブはロサンゼルス市警察(Los Angeles Police Department)をひいき目に描いているけれども、ドラグネットが発表された当時は、多くの警官は好ましくなく、非現実的に描かれていた。さらに、この番組は、前例のないLAPDの技術的アドバイス、参加、サポートの助けを得た。テレビの初期にはLAPDを好意的に描く刺激になっていたかもしれない。ドラグネットの成功の後に、ウェッブはニューヨーク郡地区検察局のおとり捜査についての『The DA's Man（英語: The DA's Man）』、LAPDの制服警官2人組が無線カーで巡回する『Abam-12（英語: Abam-12）』、デビッド・ジャンセンがトラブルを解決する連邦捜査官を演じた『秘密捜査官オハラ』などのようなポリスプロシーデュラル番組をプロデュースし続けるようになった。
- 『アンタッチャブル』(1959-1963)は、禁酒法時代にシカゴなどの地下組織と格闘している連邦捜査官エリオット・ネスの実際の生活をフィクション化した。初めの『デジル劇場(Desilu Playhouse)』の作品集の2番組が大評判となり、次の秋シーズンに続いた。その2番組は、その後にアル・カポネを倒すために買収されない捜査官を採用している、ロバート・スタックが演じるネスの実際の事件にかなり固執した『The Scarface Mob』という名前で劇場公開された。その語のエピソードはネスとそのチームがその時代のギャングの大物を追跡しながら、著者はネスに対抗する人物像がなくなり、新しい番組を製作した。このような警察や犯人の番組を連想するようになる、『クイン・マーティン（英語: Quinn Martin）』は自身が設立したQMプロダクションを退社し、そのファースト・シーズンの間にプロデュースした。QMプロダクションは、その後の20年以上にわたって『The New Breed（英語: The New Breed (TV series)）』『FBIアメリカ連邦警察』『Dan August（英語: Dan August）』『The Streets of San Francisco（英語: The Streets of San Francisco）』のようなポリスプロシーデュラル番組を製作した。このシリーズの成功1987年にアカデミー賞作品賞を受賞し、1993年に新しいテレビシリーズが地方局に配信された。
- 『刑事コロンボ』(テレビ映画、1968-2003)は反転推理小説形式を社会に広めた。ひねりを加えた特別なエピソードを除いて、ほとんどのエピソードは犯罪の遂行と犯人を見せることで始まっている。つまり、“犯人探し”の要素はない。筋立ての多くは、すでにわかっている犯人がいかに暴かれ、逮捕されるかを中心に展開する。この番組のクリエーターは、これを“ハウキャッチム(hawcatem)”を呼んだ。LAPDのコロンボ警部補はむさ苦しい容姿でとぼとぼと歩く、イタリア系アメリカ人の警官で、いつも部下や事件の犯人から見くびられている。彼の捜査の被疑者は、重要でない話に安心させられたり、混乱させられたりするが、次第にイライラする。彼の魅力のない外見やぼんやりとした風貌にもかかわらず、起訴に必要なすべての証拠を確保し、すべての事件をそつなく解決する。詳細で注意深く見る手ごわい目とひた向きなアプローチによって事件は最後に明らかになる。他の“ハウキャッチム(hawcatem)”形式のポロスプロシーデュラルには、『キャッスル 〜ミステリー作家は事件がお好き』『クリミナル・マインド FBI行動分析課』『ロー&オーダー』『LAW & ORDER:犯罪心理捜査班』『名探偵モンク』『メンタリスト (テレビドラマ)』『サイク/名探偵はサイキック?』、英国放送協会の『SHERLOCK（シャーロック）』を含む。
- 『ポリス・ストーリー』(1973-1978)は、ロスアンゼルスで展開する作品集で、LAPD巡査部長刑事ジョセフ・ウォンボーが製作した。パンチがきいていて、断固とした現実主義の作品集のこの形式は、LAPD警察の仕事を、男中心の職業における女性はどうかのか、汚職の疑いをもたれた正直ものの警官は、新人警官、潜入捜査官、退職間際のベテラン警官、勤務中に負傷で体が不自由な警官はどうかなど、多くの異なった視点から見られるようになった。作品集形式にもかかわらず、一つのエピソードに、強盗/殺人課パートナーのトニー・カラブレーゼ(Tony Calabrese)（トニー・ロビアンコ）とバート・ジェイムソン(Bert Jameson)(ドン・メレディス（英語: Don Meredith）)、殺人課刑事から転向した風俗取締官のチャリー・クソンカ(Charlie Czonka)(ジェームズ・ファレンティノ)、張り込み/監視スペシャリストのジョー・ラクリーダ(Joe LaFrieda)やヴィック・モロー)などの多くのキャラクターがいる。この番組から、『Police Woman (TV series)』『Joe Forrester』『潜行刑事ダン』などを含むいくつかのシリーズがスピンオフした。最後の2シーズンは1時間番組より不定期な2時間テレビドラマとなった。1988年にはライターのストライキで新しい脚本ができなくなったので、古い台本で再撮影された。
- 『刑事コジャック』(1973-1978、1989-1990)は、アビー・マン（英語: Abby Mann）によって製作され、テリー・サバラスが演じるニューヨーク市警察のベテラン警部補を主人公にしている。ニューヨーク市第9区で撮影され、『NYPDブルー』でも使われた。サラバスは1989年に2時間もの5本に少し出演した。そこでは、コジャックは警視正に昇進し、殺人課の責任者になっていた。ABCでは、他の探偵番組とローテーションで放送された。2005年には、ヴィング・レイムスが主演でUSAネットワークリメイクされた。コジャックの印象深い特色は彼の署名入り棒付きキャンディーだ。
- 『ヒルストリート・ブルース』 (1981-1987)は、それぞれの話に絡み合った話が含まれており、ポリスプロシーデュラルの中で展開する警官や刑事の私生活と仕事の葛藤を描いた初期の作品である。この番組はよく考えたドキュメンタリー形式で、欠点があるが人情味ある警官を描き、モラルの善悪が明確でない領域を率直に扱った。場面は、特定されない東海岸や中西部の街に設定されている。スティーブン・ボチコとマイケル・コゾル(Michael Kozoll)が書いた。
- 『女刑事キャグニー&レイシー』(1982-1988)は、別々に暮らしているキャグニーとレイシーという二人のNYPDの女性刑事を中心に展開している。シャロン・グレス演じるクリスティーン・キャグニー(Christine Cagney)は誠実で、ウィットに富む、鉄仮面のキャリアウーマンである。メアリー・ベス・レイシー(Mary Beth Lacey)は見識があり、よく気が回る、働く女性である。ロレッタ・スウィットはキャグニー(テレビ映画で演じている)をオリパイロット版でジナルとしたが、『M*A*S*H』の契約では自由になることができなかった。第一シーズンでは、パイロット版で創造したキャグニーをメグ・フォスターが、タイン・デイリーがレイシーを演じた。CBSは低視聴率のため、シリーズを中止した。国中に100万本の手紙を出す手紙キャンペーンと視聴率がサマー・リターンで上昇した事実から、復活した。テレビ・ガイド誌（英語: TV Guide）は『Welcome Back!』(おかえりなさい!)と表紙で復活を祝福した。デイリーはレイシーを演じ続けたが、フォレスターはグレスになり、彼女は最も特徴のある女優となった。放送中に36のノミネートと14の受賞があった。シリーズの終了後に、4本のテレビ映画が放送された。
- 『特捜刑事マイアミ・バイス』(1984-1990)
- 『21ジャンプストリート』(1987から1991)
- 『ロー&オーダー』は、ニューヨーク市刑事司法制度の刑事事件の2つの部分、ニューヨーク市警察殺人課刑事とニューヨーク郡地方検事局（英語: New York County District Attorney）オフィスによる刑事訴追にフォーカスしたロングランシリーズである(1990-2010)。オリジナルのロー&オーダーの成功により、4か国で9つのスピンオフシリーズが影響を受けた。
  - アメリカ5番組：『LAW & ORDER:性犯罪特捜班』(1999-現在)、『LAW & ORDER:犯罪心理捜査班』(2001-2011)、『LAW & ORDER:Trial by Jury』(2005-2006)、『Conviction (2006 TV series)（英語: Conviction (2006 TV series)）』(2006年に公開、終了)、『LAW & ORDER:LA』(2010-2011)。性犯罪特捜班と犯罪心理捜査班、LAシリーズは陪審評決やConvictionと比べるとポリス・プロシーデュラルにより重点が置かれている。2011年現在、性犯罪特捜班だけがアメリカのロー&オーダー・シリーズでは残って放送されている。
  - ロシア2番組：犯罪心理捜査班(2007)と犯罪心理捜査班(2007)の場所をモスクワに変更したロシア版。
  - 『Paris enquetes criminelles（英語: Paris enquetes criminelles）』(2007)は犯罪心理捜査班の場所をパリにしたフランス版。
  - 『Law & Order: UK（英語: Law & Order: UK）』は、場面をロンドンに変更したイギリス版。

警察の捜査の描写はさておき、この番組は法律ドラマ（英語: Legal drama）と“犯罪病理学”のサブジャンルと位置付けられ、CSI:科学捜査班シリーズなどの他番組が影響を受けた。
- 『ホミサイド/殺人捜査課』(1993-1999；テレビ映画は2000年)はボルチモア市警察署の殺人課を取り上げたポリスプロシーデュラルである。批判的に褒められているが(ときどき視聴率が伸び悩む)、番組はいっそう断片の集合であり、殺人課(:フランクリン・ペンベルトン（英語: Frank Pembleton）刑事とジョン・マンチ（英語: John Munch）刑事は重要なキャラクターだが、いろいろな『ロー&オーダー』に出てきて、視聴者に人気がでた)を全体的に取り上げている。この番組(特に初めの3シーズン)は、第1シーズンの子供の殺人事件が継続している犯罪捜査を描くために、長尺を使った。第1シーズンでは13話だが、犯人の逮捕や有罪判決、また犯罪に加わった確実な証拠でさえなく終わった。この番組は、昇進には本当の実力よりも個人的な関係、好み、日和見主義などがより関係が深いことを示唆するような、警察署内部の複雑な政治力に非常に特徴がある。
- 『NYPDブルー』(1993-2005)は、仮想のマンハッタン15区のいろいろな捜査官の内的、外的な葛藤を暴いた。アメリカのテレビ網ではかつて放送されなかった、冒涜や裸のために悪名を得た。NYPDブルーはジャンルのベテランである、スティーブン・ボチコとデイビッド・ミルチ（英語: David Milch）が製作した。NYPDブルーの配役にはデニス・フランツが含まれる。彼は、以前、ヒルストリート・ブルースとスピン番組の『Beverly Hills Buntz（英語: Beverly Hills Buntz）』のブンツ(Buntz)刑事を演じた。他のメンバー、デヴィッド・カルーソは、後に『CSI:マイアミ』のホレイショ・ケイン警部補(Lt. Horatio Caine)を演じた。
- 『CSI:科学捜査班』(2000-現在)は、また人がどんな方法で、どんな理由で死亡したかを調査する、ラスベガスの法科学者(forensic scientists)についての番組で、殺人事件か否かをフーダニットだけでなく、ハウダニット(howdunit)の捜査でもある。この番組から、CSI:マイアミとCSI:ニューヨークの2つのスピン番組が生まれ、『BONES』『キャッスル 〜ミステリー作家は事件がお好き』『コールドケース 迷宮事件簿』『クリミナル・マインド FBI行動分析課』『女検死医ジョーダン』『NCIS 〜ネイビー犯罪捜査班』『メンタリスト』『WITHOUT A TRACE/FBI 失踪者を追え!』に影響を与えた。
- 『ザ・シールド ルール無用の警察バッジ』(2002-2008)は、ロサンジェルスの仮想地域ファーミントン地区("the Farm")にあるロサンゼルス市警察の試験的な組織で、警察署として改装された教会 ("the Barn") を使い街の正義をもたらすために何でもする、ストライク・チーム("The Strike Team")と呼ばれる捜査官グループについての話である。マイケル・チクリス(チクルスはテレビ・シリーズ"The Commish."でタイトル・キャラクターを演じた)はストライク・チームのリーダーのヴィック・マッキー(Vic Mackey)の描写で主役の座を得た。番組には各話を通して、個々の話に多くの俳優が出演している。FXで放送され、警官の残忍性や写実性の描写で知られている。シールドに似た、『DARK BLUE／潜入捜査（英語: Dark Blue (TV series)）』と『サウスランド』に影響を与えた。『シールド』は作家/プロデューサーのショーン・ライアン（英語: Shawn Ryan）が製作した。
- 『THE WIRE/ザ・ワイヤー』(2002-2008)は、メリーランド州(Maryland)のボルチモア(Baltimore)付近に設定され、そこで製作されたテレビ・ドラマ・シリーズで、元警察報道官のデヴィッド・サイモン（英語: David Simon）の原作・製作の番組である。サイモンは元執筆パートナーのエド・バーンズ（英語: Ed Burns）の経験にやや基づいた警察ドラマを制作し始めたと述べた。バーンズは監視システムを使った暴力的な麻薬販売者の長引いた捜査で働いていたとき、ボルチモア警察署の官僚主義にしばしば失望させられた。サイモンは、ボルチモア紙（英語: The Baltimore Sun）に対する警察報道官として、同様な苦しい体験があった。番組は警察の仕事と犯罪行為をプロセスを、シモンとバーンズの経験による話で、リアルに描いた。そこそこの視聴率だったが、主要なテレビの賞は受賞できなかった。ザ・ワイヤーは多くの批評家から、最もすばやしいテレビシリーズであり、2000年代のフィクションの最も成し遂げられた作品の一つと記述された。[3][4][5][6][7][8]

#### インド
- 『C.I.D.（英語: C.I.D. (India TV series)）』は、ソニー・テレビで放送された、インドの犯罪捜査シリーズで、ムンバイの刑事部(Criminal Investigation Department)に所属する刑事のチームを取り上げている。主人公は、 Shivaji Satam（英語: Shivaji Satam）, Aditya Srivastava（英語: Aditya Srivastava）, Dayanand Shetty（英語: Dayanand Shetty）, Dinesh Phadnis（英語: Dinesh Phadnis）, Hrishikesh Pandey（英語: Hrishikesh Pandey）, Vivek Mashru（英語: Vivek Mashru）, Jasveer Kaur（英語: Jasveer Kaur）, Ansha Saeed（英語: Ansha Saeed）が出演している。科学捜査官は、ナレンドラ・グプタ（英語: Narendra_Gupta_(Indian_actor)） と Shraddha Musale（英語: Shraddha Musale）が演じた。

#### イギリス
- 『フェビアン・オブ・ザ・ヤード（英語: Fabian of the Yard）』(1954-1955)は、イギリスのテレビ用に製作された初めてのポリスプロシーデュラルだろう。実際のスコットランドヤードの刑事、ロバート・ファビアン(Robert Fabian)の記憶に基づいた、シリーズは『ドラグネット 正義一直線』との共通性が多くある。継続する配役をフィルムで撮影した初めてのネットワーク・ドラマ・シリーズであるドラグネットと同様に、フェビアン・オブ・ザ・ヤードはイギリスで初めてフィルムで撮影されたシリーズの一つである。どちらも主役がナレーションを行い、実生活の事件から引き出されたフィクション化された話で、犯罪の最終的な結末を明らかにするエピローグで終わっている。フェビアンでは、フェビアンを演じているブルース・シートンがデスクに座っているミディアム・ショットを撮っている。このショットは同じデスクで同じポーズをとる実生活のフェビアンの一つに徐々にディゾルブする。ここで、実際のフェビアンが立ち上がり、ドラマ化された実際の事件で取り上げた犯罪で何があったのかを視聴者に語り掛ける。
- 『ディクソン・オブ・ドック・グリーン（英語: Dixon of Dock Green）』(1955-1976) - ジャック・ワーナー（英語: Jack Warner (actor)）は、『ザ・ブルー・ランプ（英語: The Blue Lamp）』で演じた制服の巡回警官のジョージ・ディクソン巡査( Constable（英語: Constable）が映画では悲惨にも殺されたにも関わらず、再演した。この幾分おだやかなシリーズのコースを通して、ワーナーのキャラクターはイギリスの「相棒(bobby)」を連想させるものを具現化した生活となった。シリーズの進展につれてディクソンは昇進し、その地域の巡査部長[要リンク修正]として終わった。最終シーズンでは、ワーナーは80歳を超え、ディクソンは退職して数年にわたって彼が教えた若手警官に焦点が移った。
- 『隠れ家はない（英語: No Hiding Place）』(1957-1967)はスコットランドヤードの協力で製作され、ロンドン警視庁の高階級の刑事トム・ロック役にハートレイモンド・クランシス起用し、長期間にわたったシリーズ。放送中に題名はいろいろ変わった。1957年に始まったとき、ロックハート(Tom Lockhart)警視Superintendent (police)（英語: Superintendent (police)）が、彼が事件と呼ぶときには何時も持っていく捜査キットのカバン『マーダー・バック（英語: Murder bag）』として知られている。1959年に、ロックハートは警視正に昇進し、『クライム・シート(Crime Sheet)』となった。1959年の後半にシリーズは最終で、最も記憶された『隠れ家はない（英語: No Hiding Place）』になり、1967年に終わるまで続いた。
- 『Zカー（英語: Z-Cars）』(1962-1978)は、ジョン・ワット(フランク・ウィンザー)（英語: Frank Windsor）巡査部長とチャーリー・バロウ(Charlie Barlow)(ストラットフォード・ジョーンズ（英語: Stratford Johns）警部Chief Inspector（英語: Chief Inspector）の指揮のもとに、強力なフォード・ゼファー（英語: Ford Zephyr）に乗った「犯罪パトロール」勤務に指名された2チームの平服警官の(ブライアン・ブレスド、ジョセフ・ブレディJoseph Brady（英語: Joseph Brady (actor)）、ジェームズ・エリスJames Ellis（英語: James Ellis (actor)）、ジェレミー・ケンプについての警察ドラマ。『ディクソン・オブ・ドック・グリーン』で視聴者が見慣れている警官の仕事より、親しみやすく、あまり褒めないこの番組は、即座にヒットし、その人気により、『ソフティ・ソフティ（英語: Softly, Softly (TV series)）』(1966-1976)と『バロウ・アット・ラージ（英語: Barlow at Large）』 (1971-1975)、『セコンド・ベルディクト（英語: Second Verdict）』(1976)のようなスピン・オフ番組を生んだ。
- 『ギデオン警部 非情の街（英語: Gideon's Way）』 (1965-1966)はジョン・クリーシー (J. J. Marric)の小説に基づき、1964/65年に製作された犯罪シリーズ。このシリーズはエルストリー(Elstre)にある2つのプロダクションで『セイント 天国野郎』テレビ・シリーズとともに製作された。リバプール人のジョン・グレッソン（英語: John Gregson）を題名にもなっている主役のロンドン警視庁のジョージ・ギデオン警視長に起用し、助手のデイビッド・キーン(David Keen)警部にアレクサンダー・ディヴィソン（英語: Alexander Davion）、ルメートル(LeMaitre)警視(ニックネームはレミー(Lemmy)にレジナルド・ジェサップ（英語: Reginald Jessup）、ジョー・ベル(Joe Bell)警視正にイアン・ロシーター（英語: Ian Rossiter）、スコット・マーレー(Scott-Marle)警視長にバジル・ディグナム（英語: Basil Dignam）を起用した。
- 『ニュー・スコットランドヤード（英語: New Scotland Yard (TV series)）』(1972-1974)は、ITV向けに、ロンドン・ウィークエンド・テレビ(LTV)で1972年から1974年にかけて製作された警察ドラマ。ニュー・スコットランド・ヤードにあるロンドン警視庁の本部の犯罪捜査局（英語: Criminal Investigations Department）(CID)の2名の警官が現代の悪人と分類されたものと戦う活躍を描いている。
- 『ロンドン特捜隊スウィーニー』(1975-1978)は、ロンドン警視庁の特殊捜査隊Flying Squad（英語: Flying Squad）がロンドンで最も危険で活動的な犯罪者を365日、24時間に取り締まるドラマ・シリーズ( テレビ番組では、ジャック・リーガン(Jack Regan)警部(ジョン・ソウ)と勤務中でも非番の時にも、彼の押しが強く、酒飲みの精鋭なチームが出演している）。暴力的、ロケ撮影、大胆な素直さ、良く書けた台本によって、スウィーニーはこのジャンルに革命を起こした。シリーズはたいへんな人気で、オリジナルが放送中に『Sweeney!』(1976) と『Sweeney 2』(1978) の2つの長編映画が劇場公開された。
- 『ジェントル・タッチ（英語: The Gentle Touch）』(1980-1984) はITV向けにロンドン・ウィークエンド・テレビで製作された、イギリスの警察ドラマ・テレビ・シリーズ。1980年4月11日に放送が開始した。シリーズは、主人公に女性警察官をBBCの同様なテーマのジュリエット・ブラボー(Juliet Bravo)より4か月早く起用した初めてのイギリスのシリーズ。
- 『ジュリエット・ブラボー』(1980-1985)はBBC1で放送されたイギリスのテレビ・シリーズで、ランカシャーの架空の町ハートレイの警察署で働く女性警部補を主題としている。
- 『ターゲット（英語: Taggart）』(1983-2010)
- 『ザ・ビル（英語: The Bill）』(1984-2010)はロンドン市内の警察署で働く制服警官と平服警官の両方に焦点を当てたドラマ・シリーズ。このシリーズのオリジナル・コンセプトは、初めから終わりまで、ほとんど気づかれずに人を観察する単純な手法である。
- 『第一容疑者』シリーズ(1991-2006)は、ヘレン・ミレンをジェーン・テニスン警部(後に警視正)に起用し、警察の捜査と男性中心の労働環境である警察、ならびに彼女の家庭と仕事から帰ったあとの生活に焦点を当てた。
- 『マッカラム（英語: McCallum (TV series)）』(1995-1998)。
- 『ザ・コップ（英語: The Cops (British TV series)）』(1998-2000)はイギリスのテレビで見られた最もリアリスティックな警察ドラマだろう。ドキュメンタリー形式のカメラワークと警察力の妥協しない描写が特徴だった。
- 『TV ハートビート〜小さな町に大事件（英語: Heartbeat (UK TV series)）』(1992-2010)はITVで放送するために、ヨークシャー・テレビ（英語: Yorkshire Television）がリーズ・スタジオ（英語: The Leeds Studios）で製作した。18シリーズまで続いた。場所は1960年代のヨークシャーで架空のノース・ライディング・オブ・ヨークシャー州（英語: North Riding of Yorkshire）のアシュフォード(Ashfordly)町と隣町のアイデンスフィールド(Aidensfield)村、ニックベリー（英語: Nick Berry）がオートバイ乗りのアイデンスフィールド村警官を演じた。
- 『リーバス（英語版）』(2000-2007)
- 『Law & Order: UK』(2009－現在) はロー&オーダー・シリーズをイギリス市場向けに適用した。この番組はキューダス・フィルム＆テレビジョン社（英語: Kudos (production company)）の出資で、製作者のディック・ウルフ自身の会社であるウォルフ・フィルム社(Wolf Films)とNBCユニバーサル社が製作し、ITVで放送された。この番組はオリジナルのアメリカ版ロー&オーダーの台本とエピソードを適用している。
- 『サスペクト（英語: Suspects (TV series)）』(2014-現在)は、イースト・ロンドン地域のポリスプロシーデュラルで、ストリップ・バック・ドキュメンタリー手法で撮影され、いろいろな犯罪を捜査する、ジャック・ウェストン(Jack Weston)巡査部長、チャリー・スチール(Charlie Steele)巡査、マーサ・バラミー(Martha Bellamy)警部補を描いている。

#### アイルランド
- 『The Burke Enigma（英語: The Burke Enigma）』マイケル・フィーニー・カラン（英語: Michael Feeney Callan）製作　RTE 1978
- 『DDU: District Detective Unit（英語: DDU: District Detective Unit）』(1998-1999)は、ウォーター市(Waterford City)に設定され、Sean McGinley（英語: Sean McGinley）が主演で、 RTEが製作した。
- 『Single-Handed (TV series)（英語: Single-Handed (TV series)）』(2007-) はアイルランドの西部に設定されている。
- 『Proof (2004 TV series)（英語: Proof (2004 TV series)）』(2003-2004)はダブリンに設定され、 オーラ・ブレイディOrla Brady（英語: Orla Brady）が主演した。
- 『Na Cloigne(The Heads)』2010年。TG4TG4向けに製作された、超自然のポリスプロシーデュラルの3部作である。

#### イタリア
- 『Inspector Montalbano (TV series)（英語: Inspector Montalbano (TV series)）』は、RAIが1999年から製作し、放送した作品で、アンドレア・カミッレーリの探偵小説を基にしている。
- 『Donna Leon (TV series)（英語: Donna Leon (TV series)）』はドナ・レオン（英語: Donna Leon）の小説に基づた、ドイツのテレビ・シリーズ。2000年からドイツのARDで製作されてきた。このTVシリーズはスペインでも見られる。

#### ニュージーランド
- 『Shark in the Park（英語: Shark in the Park）』(1989-1992)は、場面はウェリントン(Wellington)で、ジェフリー・トーマス（英語: Jeffrey Thomas (actor)）が主演した。
- 『Duggan (TV series)（英語: Duggan (TV series)）』(1997-1999)は、場面はニュージーランドで、ジョン・バッハ(John Bach)が主演した。
- 『Plainclothes (TV series)（英語: Plainclothes (TV series)）』(1995)は、場面はオークランドで、アラン・デイルが主演した。

#### オーストリア
- 『Bellamy (TV series)（英語: Bellamy (TV series)）』(1981) ネットワーク10
- 『Bluey（英語: Bluey (1976 TV series)）』(1976-1977) セブン・ネットワーク
- 『Blue Heelers（英語: Blue Heelers）』(1994-2006)　510話。場面はビクトリア州(Victoria)のマウント・トーマス（英語: Mount Thomas）の仮想の町で、サウザン・スター・エンターテイメント（英語: Southern Star Entertainment）社がセブン・ネットワーク向けに製作した。
- 『City Homicide（英語: City Homicide）』(2007-2011)  セブン・ネットワーク 場面はビクトリア州のメルボルン。ビクトリア警察（英語: Victoria Police）の6人の捜査官と彼らの2人の上司を追っている。
- 『Cop Shop（英語: Cop Shop）』(1977-1984) セブン・ネットワーク
- 『Division 4（英語: Division 4）』 (1969-1975)  クロフォード・プロダクション(Crawford Productions)が製作し、ナイン・ネットワークで、301話が放送された。
- 『The Feds（英語: The Feds）』 (1993-1996) ナイン・ネットワーク
- 『Homicide (Australian TV series)（英語: Homicide (Australian TV series)）』(1964-1976)はオーストラリアのポリスプロシーデュラルのテレビ・シリーズで、クロフォード・プロダクションがセブン・ネットワーク向けに製作した。商用テレビシリーズの最初の一つは、オーストラリアのテレビ向けに製作され、現代のオーストラリア警察の仕事を描いた。その番組のオーストラリアのテレビにおける歴史的重要性はアメリカの『ドラグネット』に似ている。
- 『The Link Men（英語: The Link Men）』 (1970) ナイン・ネットワーク
- 『The Long Arm (TV series)（英語: The Long Arm (TV series)）』 (1970) ネットワーク10
- 『Matlock Police（英語: Matlock Police）』 (1971-1975)　ネットワーク10　場面はビクトリア州マトロック（英語: Matlock, Victoria）の田舎町で229話放送された。
- 『Murder Call（英語: Murder Call）』 (1997-1999)　ナイン・ネットワーク
- 『The Phoenix (1985 TV series)（英語: The Phoenix (1985 TV series)）』 (ABC 1992-1993)
- 『Police Rescue（英語: Police Rescue）』 (ABC 1991-1996)
- 『Rush (2008 TV series)（英語: Rush (2008 TV series)）』 (2008-2011)　ネットワーク10　ビクトリア州メルボルンの戦略的な警察チームの話を追っている。
- 『Skirts (TV series)（英語: Skirts (TV series)）』(1990)　セブン・ネットワーク
- 『Small Claims（英語: Small Claims）』 (2005-2006)　ネットワーク10
- 『Solo One（英語: Solo One）』(1976)  セブン・ネットワーク 『マトロック警察(Matlock Police』の短命なスピン・オフ番組。
- 『Special Squad (1984)（英語: Special Squad (Australian TV series)）』 (1984)　ネットワーク10
- 『Stingers（英語: Stingers (TV series)）』 (ナイン・ネットワーク 1998-2004)
- 『Water Rats (TV series)（英語: Water Rats (TV series)）』 (1996-2001) ナイン・ネットワーク　場面はニューサウスウェールズ州(New South Wales)のシドニー・ハーバー(Sydney Harbour)で、シドニー水上警察にフォーカスし、117話が製作された。
- 『White Collar Blue（英語: White Collar Blue）』 (2002-2003)　ネットワーク10
- 『Wildside（英語: Wildside (Australian TV series)）』 (ABC 1997-1999)
- 『Young Lions (TV series)（英語: Young Lions (TV series)）』 (2002)　ナイン・ネットワーク

## コミック・ストリップと漫画本
コミック・ストリップの『ディック・トレイシー（英語: Dick Tracy）』は、しばしば早期のポリスプロシーデュラルだとされている。実際、『The Celebrated Cases of Dick Tracy（英語: The Celebrated Cases of Dick Tracy）』と名付けられた、トレーシーのストリップの1970年のコレクションの導入部分で、エラリー・クイーンが、トレーシー、前述のウッェブ、クレーシー、マクベインはフクション・メディアにおける、“真に”最初のプロシーデュラル・ポリスマンだと指摘してきした以上の影響力がある。
きっとトレーシーを創り出したチェスター・グールド（英語: Chester Gould） は現実の世界を映し出そうとしたように見える。グールドによって、「現代のシャーロック・ホームズ」として考え出されたトレーシー自身、実在の法執行者のエリオット・ネスを部分的にモデルにしている。彼の初めての、最も頻繁に出てくるライバルの大物はエリオット・ネスの実際の強敵のアルカポネがベースだ。『ディック・トレイシー』の登場人物、例えば放火魔ボリス（英語: Boris Arson）、フラットトップ・ジェーンズ（英語: Flattop Jones）、モー・ファーモン（英語: Maw Famon）は、それぞれジョン・デリンジャー、チャールズ "プリティボーイ"フロイド、ケイト・バーカーから影響を受けている。
さらに重要なことは、グールドは警察の仕事を本物らしく描く試みをしている。一度、トレーシーがシカゴ・トリビューンに売られたが、ノースウェスタン大学の犯罪学教室に在籍し、シカゴ市警察(Chicago Police Department)のメンバーに会い、法執行機関の描写をより本物らしくするために、似顔絵画家のパイオニアのシカゴの元警察官のアル・バラニス(Al Valanis)をアーティスト・アシスタントと警察関係のテクニカル・アドバイザーとして雇った。
後に、グールドはスペースオペラと地球外通信（英語: extraterrestrial contacts）に転向し、ストリップが早期のリアルなポリスプロシーデュラル使用を使っていることを和らげたが、初期の1931年から1950年代にわたるトレーシーのストリップの検討はポリスプロシーデュラル・サブジャンルにおけるグールドの地位を明確にした。
『トレ─シー』の成功が多くの警察漫画へ導いた。ノーマン・マーシュ（英語: Norman Marsh）のダン・ダン（英語: Dan Dunn）のようなものは、トレーシーの厚かましい独創性のないイミテーションだ。他のダシール・ハメットとアレックス・レイモンド（英語: Alex Raymond）の『シークレット・エージェントX-9（英語: Secret Agent X-9）』は、より独創性のあるアプローチをとった。さらに、エディー・サリバン（英語: Eddie Sullivan）とチャリー・シュミット（英語: Charlie Schmidt）の『Radio Patrol』やウィル・グールド（英語: Will Gould）の『レッド・バリー』'はその中間に向かった。最も良いポスト・トレーシーの警察漫画の一つは、アレン・サンダース（英語: Allen Saunders）原作・創作でアルフレッド・アンドリオラ（英語: Alfred Andriola）作画の『ケリー・ドレイク（英語: Kerry Drake）』である。『トレーシー』が大都市に場所を設定したのとは逆に、小さい町の弁護士であったケリーが主人公である。恋人が殺害された後、彼は元の職を離れ、地道に犯罪を解決するために小さな町の警察署に加わる。地区検事の人と市の警官の両者として、犯罪者と戦っていく。
他のゼイン・グレイ の『ロイヤルキングオブマウント（英語: King of the Royal Mounted）』を含む配信された警察漫画は当代の勤勉な警官の家庭での生活を強調した、ランク・レオナルド（英語: Lank Leonard）の『:ミッキー・フィン（英語: Mickey Finn (comic strip)）』、ラジオ-TVシリーズから漫画に移行したパイオニアをリメークした『ドラグネット』を含む。初期の警察をテーマとした漫画は“トレ─シー”と“ドレイク”のような配信された新聞漫画の復刻に向かう傾向があった。他は、ラジオに刺激された、コミックの作品集『ギャング・バスターズ（英語: Gang Busters）』、マクベインの小説をリメイクしたデルの『87分署(87th Precinct)』集、警官エリオット・ネスの実生活のフクション化したTVアドベンシャーを改作したアンタッチャブルのように、他のメディアの警察物語をリメイクした。
より最近では、ジョゼフ・ウォンボーのような作家の小説でみられるように、リアリズムで警察の仕事を描く試みがある。例えば、マーベル・コミックの4コマのミニシリーズの『Cops: The Job（英語: Cops: The Job）』では、新人警官が、最初の勤務に就いた時の法執行の体力的、感情的、精神的なストレスに対処することを学ぶ。コミック市場の中心はスーパーヒーローが登場する作品になって久しいが、コスチュームをまとった犯罪者に対し、ポリスプロシーデュラルを持ち込む試みがあった。例えば、『ゴッサム・セントラル（英語: Gotham Central）』はバットマンのゴッサム・シティの刑事たちの動きを描いている。また、マントをまとった犯罪と戦う人は、足を踏みつけることから多くのゴッサムの刑事に嫌われていることを示唆した。一方、『メトロポリタン特捜部（英語: Metropolis SCU）』は、スーパーマンのメトロポリス (DCコミックス)（英語: Metropolis (comics)）を管轄する警察の精鋭部隊である、特捜部（英語: Special Victims Unit）の話を語る。
スーパーヒーロー・コミックにおけるポリスプロシーデュラルの使用は、クルト・ビュジーク（英語: Kurt Busiek）の独創的な1994年のシリーズ『マーベルズ』と次回作の『アストロ・シティーAstro City（英語: Astro City)）』の成功に寄与した。両者とも、一般人が、大規模なドラマを遠くから見る、ほとんど無関係であれば最適な典型的なスーパーヒーローがでている。
ビュジークの成功の航跡において、多くの作家は彼のアプローチをまね、ミックスした結果で-ドラマに関係しないある人の物語の可能性は限られる。しかし、2000年に、『イメージ・コミック』は、ブライアン・マイケル・ベンディスのコミック『Powersの第一作が出版した。それは、スーパーヒーローに関係した事件を捜査する殺人課の刑事の生活をフォローした。ベンディスの成功によって、マーベル・コミック社とDCコミックス社はスーパーヒーローをテーマにしたポリスプロシーデュラル『ダイレクト X（英語: District X）』と前述の“ゴッサム・セントラル（英語: Gotham Central）”が始まった。それらは、警官の仕事は、秘密の正体(secret identities)のような言葉のあや、超人間的な能力(superhuman abilities)、コスチューム、自警団の不変にちかいの存在に影響される。
“パワーズ”の刑事は、超能力犯罪を扱う「普通」(強化されていない)の人間であった。一方、アラン・ムーアとジーンハ（英語: Gene Ha）により2000-2001年にアメリカのベスト・コミックスから出版されたミニシリーズの“トップ10”は、警官や犯罪者から市民、子供達、ペットまで、誰もが超強化され、カラフルなコスチュームで、秘密のアイデンティティを持っている多層都市「ネオポリス」にて働く警察の生活と仕事を詳細に描いている。